# Lyster
Lyster est une municipalité du Québec (Canada) située dans la municipalité régionale de comté de L'Érable et la région administrative du Centre-du-Québec.

## Toponymie
Le nom proviendrait du patronyme légèrement déformé de Robert Lester ou de la ville de Leicester.

## Histoire
Le canton de Nelson, originellement connu sous le nom de « Sault Rouge » (jusqu'en 1852), a été érigé en août 1804. L'histoire de la paroisse de Ste-Anastasie de Nelson semble débuter en 1859 avec l'arrivée des premiers colons et la fondation de la mission catholique Sainte-Anastasie. En 1862, le premier bureau de poste y fut ouvert et l'année suivante une première chapelle y fut construite sur un terrain donné par un dénommé Louis Kemner Laflamme. L'ouverture des registres se fit en 1869, la même année que le premier curé résidant arriva à Saint-Anastasie de Nelson. L'érection canonique de la paroisse s'est fait en 1875, tandis que sa constitution municipale s'est fait le 1er janvier 1883.
Lorsque le Grand Tronc fut construit en 1852, Charles King demanda à la compagnie du chemin de fer de donner le nom de Lyster à la station, en souvenir de la ville d'Angleterre où il était né. La Commission de Toponymie du Québec mentionne d'autres sources, selon lesquelles le nom proviendrait du patronyme légèrement déformé de Robert Lester (Galway, Irlande, 1746 - Québec, 1807), très important marchand de Québec à qui sir Robert Shore Milnes (vers 1754-1837), lieutenant-gouverneur du Bas-Canada de 1799 à 1805, aurait concédé plus de 9 308 ha de terre en 1801 dans le canton de Barnston.
Le 12 juillet 1912, la municipalité de village de Lyster fut créée. Les deux entités que furent les paroisses de Ste-Anastasie et le village de Lyster se développèrent en parallèle sur un même territoire arrosé par trois rivières. En 1976, ces deux municipalités fusionnèrent.

### Chronologie
- août 1804 - Érection du canton de Nelson;
- 1852 - Aménagement de la station de Lyster et construction du chemin de fer : le Grand Tronc;
- 1859 - Arrivée des premiers colons et fondation de la mission catholique Sainte-Anastasie;
- 1875 - Érection canonique de la paroisse de Sainte-Anastasie-de-Nelson, par détachement du canton de Nelson;
- 1er janvier 1883 - Érection civile de la paroisse de Sainte-Anastasie-de-Nelson;
- 12 juillet 1912 - Création de la municipalité de village de Lyster;
- 1976 - Fusion de la municipalité de village de Lyster et de la municipalité de paroisse de Sainte-Anastasie-de-Nelson pour former la nouvelle municipalité de Lyster.

### Ancienne gare
Lors du démantèlement du tronçon Charny-Sherbrooke, le CN se départissait de ses bâtiments.
La gare était à l'époque, pourvue de quatre aires : salle d'attente pour passagers féminins, salle d'attente pour passagers masculins, local du contrôleur et entrepôt pour la marchandise.
Un particulier de Lyster s'est porté acquéreur de la gare et la déménagea sur son terrain. Depuis 1999, la municipalité a réalisé plusieurs démarches pour l'acquérir et l'aménager à des fins touristiques ainsi que comme point de service pour les usagers de la piste cyclable. En la ramenant sur son site original le 7 février 2001, la municipalité s'assurait de conserver une page marquante de son histoire.
La gare de Lyster est l'une des plus anciennes encore existante en Amérique du Nord.

## Géographie
La municipalité est traversée par la Route 116, la route 218, ainsi que par la piste cyclable la Route Verte 1.
La rivière Bécancour délimite le sud-ouest de la municipalité puis y coule vers le nord-ouest.
La rivière aux Chevreuils la traverse du sud-est vers le nord-ouest.
La rivière du Chêne en travers le nord-est puis franchi la limite de Dosquet et la retraverse en coulant vers le nord-est.

## Démographie
| 1881  | 1891  | 1901  | 1911  | 1921  | 1931  | 1941  | 1951  |
| ----- | ----- | ----- | ----- | ----- | ----- | ----- | ----- |
| 1 393 | 1 343 | 1 464 | 1 914 | 1 805 | 2 027 | 2 127 | 2 240 |

| 1956  | 1961  | 1966  | 1971  | 1976  | 1981  | 1986  | 1991  |
| ----- | ----- | ----- | ----- | ----- | ----- | ----- | ----- |
| 2 319 | 2 182 | 2 056 | 2 057 | 1 999 | 1 985 | 1 872 | 1 740 |

| 1996  | 2001  | 2006  | 2011  | 2016  | 2021  | - | - |
| ----- | ----- | ----- | ----- | ----- | ----- | - | - |
| 1 715 | 1 638 | 1 644 | 1 628 | 1 605 | 1 587 | - | - |

## Administration
Les élections municipales se font en bloc et suivant un découpage de six districts.
| Lyster Maires depuis 2005                                                                                            |                    |         |          |
| Élection | Maire              | Qualité | Résultat |
| 2005 | Marcel Beaudoin    |         | Voir     |
| 2009 | Sylvain Labrecque  |         | Voir     |
| 2013 | Sylvain Labrecque  | Voir    |          |
| 2017 | Sylvain Labrecque  | Voir    |          |
| 2021 | Yves Boissonneault |         | Voir     |
| Élection partielle en italique Depuis 2005, les élections sont simultanées dans toutes les municipalités québécoises |                    |         |          |

## Personnalités liées à la municipalité
- James King (1848-1900), exploitant forestier et homme politique[7]
- J.-Napoléon Kemner Laflamme - Avocat, Politicien
- Jean Moisan - Juge[8]
- Jean-Guy Boilard - Juge
- David Henry Pennington (1868-1934), forestier et homme politique[9]